# Брижа (кишка)
Бри́жа  (лат. mesenterium, також застаріле оточина    ) — подвійна складка (дублікатура) очеревини, за допомогою якої утворюється кріплення внутрішніх органів до стінок черевної порожнини. Окрім двох листів очеревини, подвійна складка містить у собі мезентеріальні судини, може бути як і майже прозора, так і накопичувати жирову тканину у разі розвитку надмірної ваги тіла. У прикореневих ділянках очеревини містяться регіонарні лімфатичні вузли. За окремими поглядами, брижу вважають органом. В українській мові, назва брижа виникла в зв'язку з подібністю її зовнішнього вигляду до старовинного складчастого коміра — «брижів» (пол. bryże < нім. Friese < фр. frise).

## Опис
Місце, де брижа відходить від задньої стінки черевної порожнини, називається коренем брижі (radix mesenterii). Залежно від прикріпленого органа розрізняють брижу тонкої кишки (mesenterium intestini tenius), брижу маткової труби та інші. Брижа також утворює сальники: великий (omentum majus) і малий (omentum minus). Брижа складається з двох листків очеревини; між ними у клітковині розташовуються лімфатичні вузли і проходять кровоносні судини та нерви, що йдуть до відповідних органів.

## Відкриття 2016 року
У січні 2016 року було повідомлено про відкриття ірландського хірурга Дж. Келвіна Коффі з університету Лімерика. На його думку, брижа — повноцінний орган. Раніше медики вважали, що внутрішні органи кріпляться різними частинами, однак професор Коффі стверджує, що брижа є повноцінним органом, що бере участь у процесі травлення. Він повідомив, що наступними завданнями дослідників буде з'ясування функцій нового органа, а відтак і по-новому глянути на захворювання внутрішніх органів. Поки що це не увійшло в анатомічні класифікації та фізіологічні поняття.